# 吕费克
吕费克（法語：Ruffec，法語發音：[ʁyfɛk]），法国西部城市，新阿基坦大区夏朗德省的一个市镇，隶属于孔福朗区，其市镇面积为13.37平方公里，2022年1月1日时人口数量为3,394人，在法国城市中排名第3,271位。
吕费克位于夏朗德省北部，普瓦图丘陵内，是一个区域性的中心城市，巴黎－波尔多铁路和法国国道N10线由此通过。

## 地名来源
“吕费克”一名来源于高卢-罗马时期的历史人物“Ruffius”，后者可能是当时这一地区的领主。

## 历史

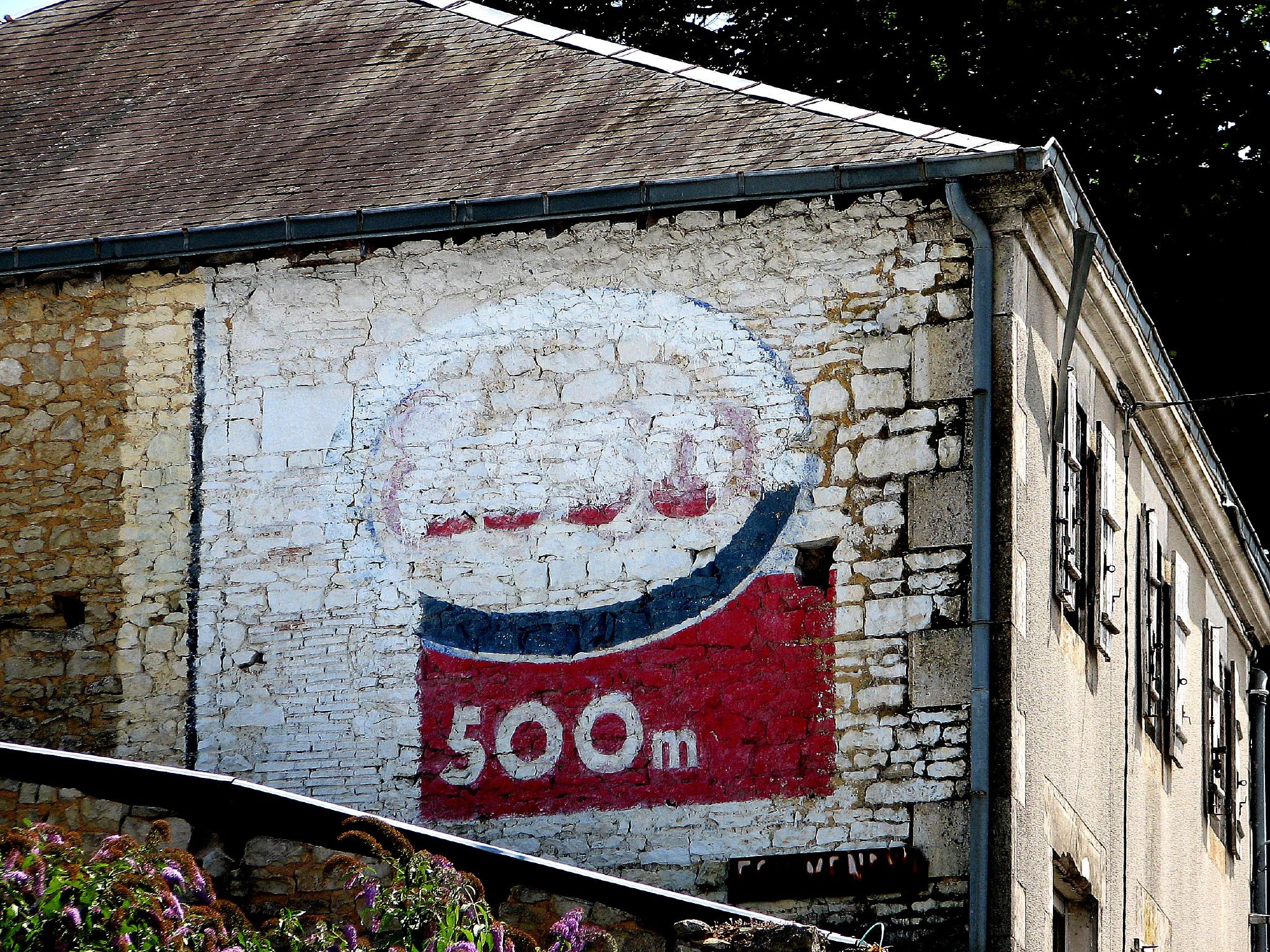
20世纪80年代初的加油站广告

吕费克的早期历史尚不清楚。根据当地官方网站的论述，公元963年，为感谢昂古莱姆伯爵纪尧姆二世在抵抗诺曼人战争中的贡献，洛泰尔将吕费克地区划给了昂古莱姆伯国。此后，位于交通要道之上的吕费克逐渐成为一座商业城塞。17世纪时，当地的一座教堂被大火烧毁。法国大革命后，吕费克成为夏朗德省的一个市镇。工业革命期间，途径吕费克的巴黎－波尔多铁路及国道N10线相继建成。第二次世界大战期间，吕费克为一处抵抗运动活动中心，二战末期，一些联军士兵在此集合前往西班牙。二战后，随着旅游业的发展，吕费克成为连接巴黎和波尔多之间道路上的重要一站，因车流量过大，“吕费克大塞车”（Le bouchon de Ruffec）成为20世纪70年代法国公路交通的一个奇观，该现象随着A10高速公路及吕费克环城公路的建成而消失。自大西洋高速铁路开通以来，吕费克曾每天停靠一班往返于巴黎和图卢兹的高速列车，后因2017年7月南部-大西洋欧洲高速铁路的建成而停运，此举曾遭到当地民众的强烈抗议。

## 地理

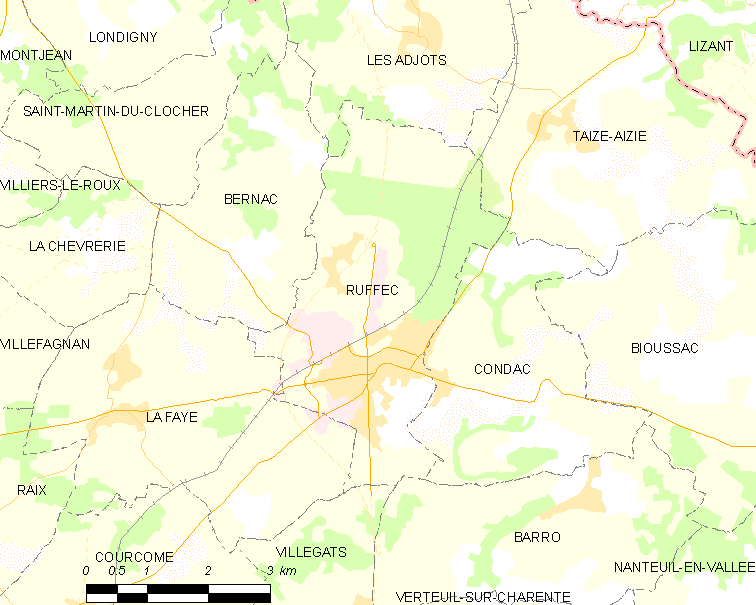
吕费克市镇范围地图

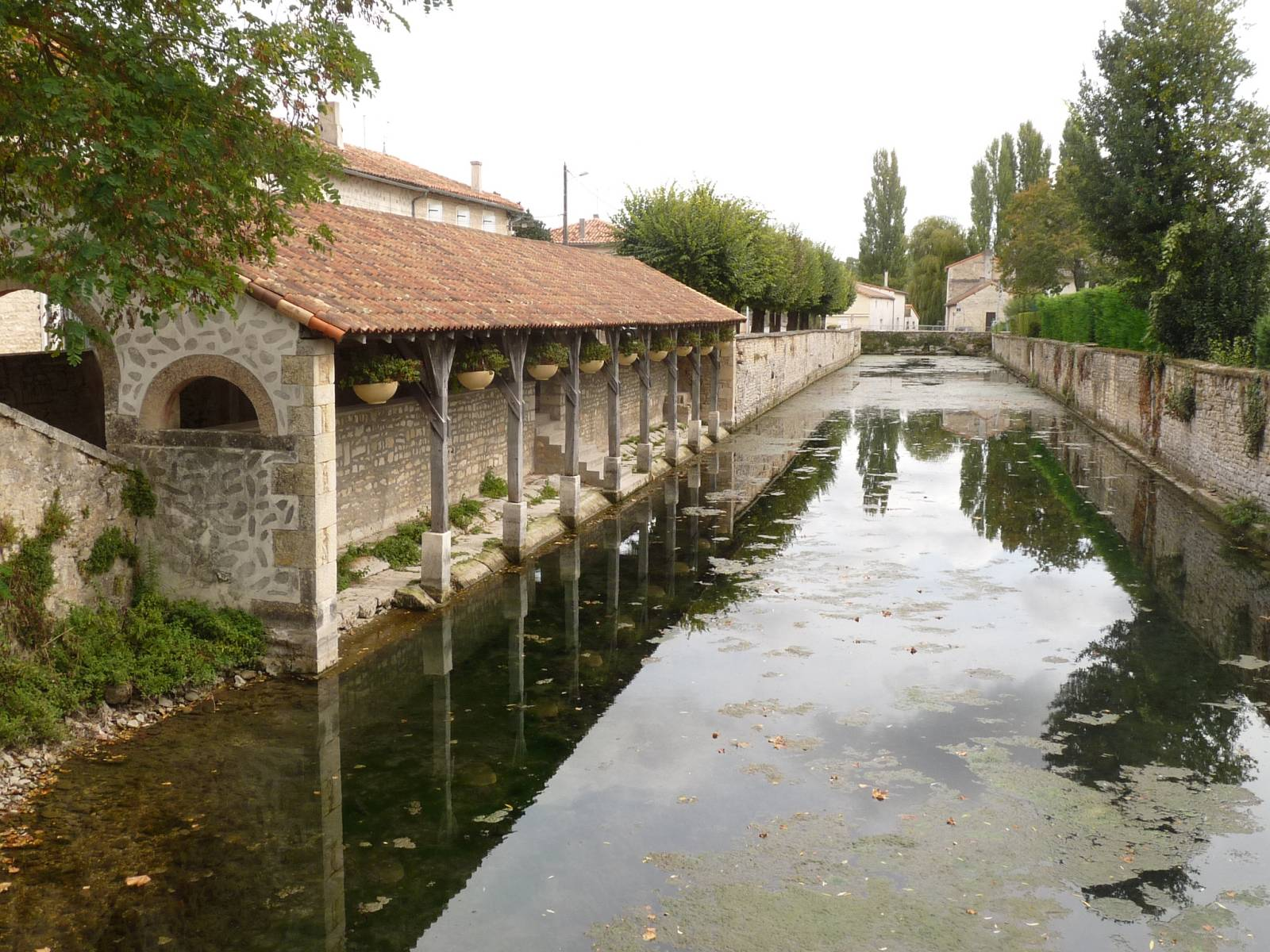
利昂河

吕费克位于法国西部，新阿基坦大区北部和夏朗德省北部，距离省会昂古莱姆大约47公里。与吕费克接壤的市镇包括：莱萨德若、巴罗、贝尔纳克、孔达克、拉费、泰泽艾济、库尔科姆。

### 地形
吕费克位于普瓦图丘陵地区，境内以浅丘为主，市镇中心地势较为平坦，全境海拔在83到145米之间。

### 水文
吕费克位于夏朗德河流域，利昂河自西北向东南流经吕费克市中心。

### 植被
吕费克属于温带阔叶混交林区，林地主要分布于市镇范围内东北部地区以及河流附近。
在鲜花城市的评比中，吕费克被评为2星级鲜花城市。

### 气候
吕费克在柯本气候分类法中属于温带海洋性气候。

## 行政区划
吕费克是法国新阿基坦大区夏朗德省的一个市镇，编号为16292。吕费克隶属于孔福朗区和夏朗德省第三选区，管理北夏朗德县，同时也是夏朗德河谷市镇公共社区的办公驻地。
法国国家统计与经济研究所（简称）在进行数据统计时，将吕费克及相邻的孔达克设为吕费克城市核心区，并将包括核心区在内的周边共10个市镇划为吕费克城市区。自2020年起，吕费克城市区被包含30个市镇的吕费克城市辐射区代替。此外，还将吕费克市镇整体看作一个“块区”（IRIS），以便于统计人口分布情况。

## 交通

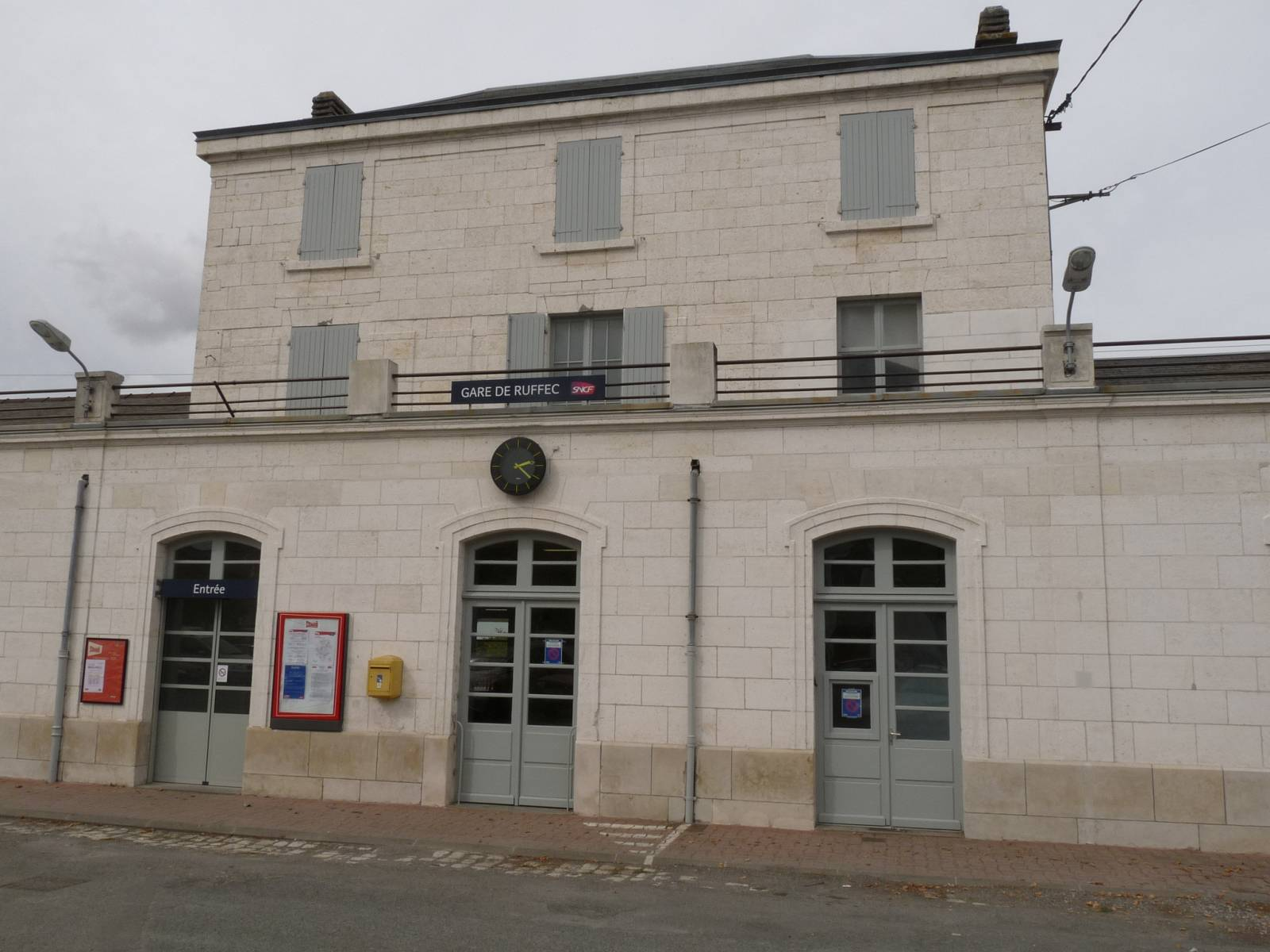
吕费克火车站

### 公路
法国国道N10线和多条夏朗德省省道在吕费克境内交汇，新阿基坦大区下属的城际客运提供巴士线路，可前往周边部分市镇。
2018年，57.7%的吕费克家庭拥有至少一辆私人汽车。2018年，吕费克境内共发生各类交通事故2起，造成2人受伤。

### 铁路
吕费克位于巴黎－波尔多铁路上。吕费克站位于市区西部，停靠往返于普瓦捷和昂古莱姆一线的区域列车。

### 航空
距离吕费克最近的民用航空站为普瓦捷机场，距离吕费克市中心的公路里程约66公里。

### 城市公共交通
截至2021年12月，吕费克暂无城市公共交通系统。

## 政治

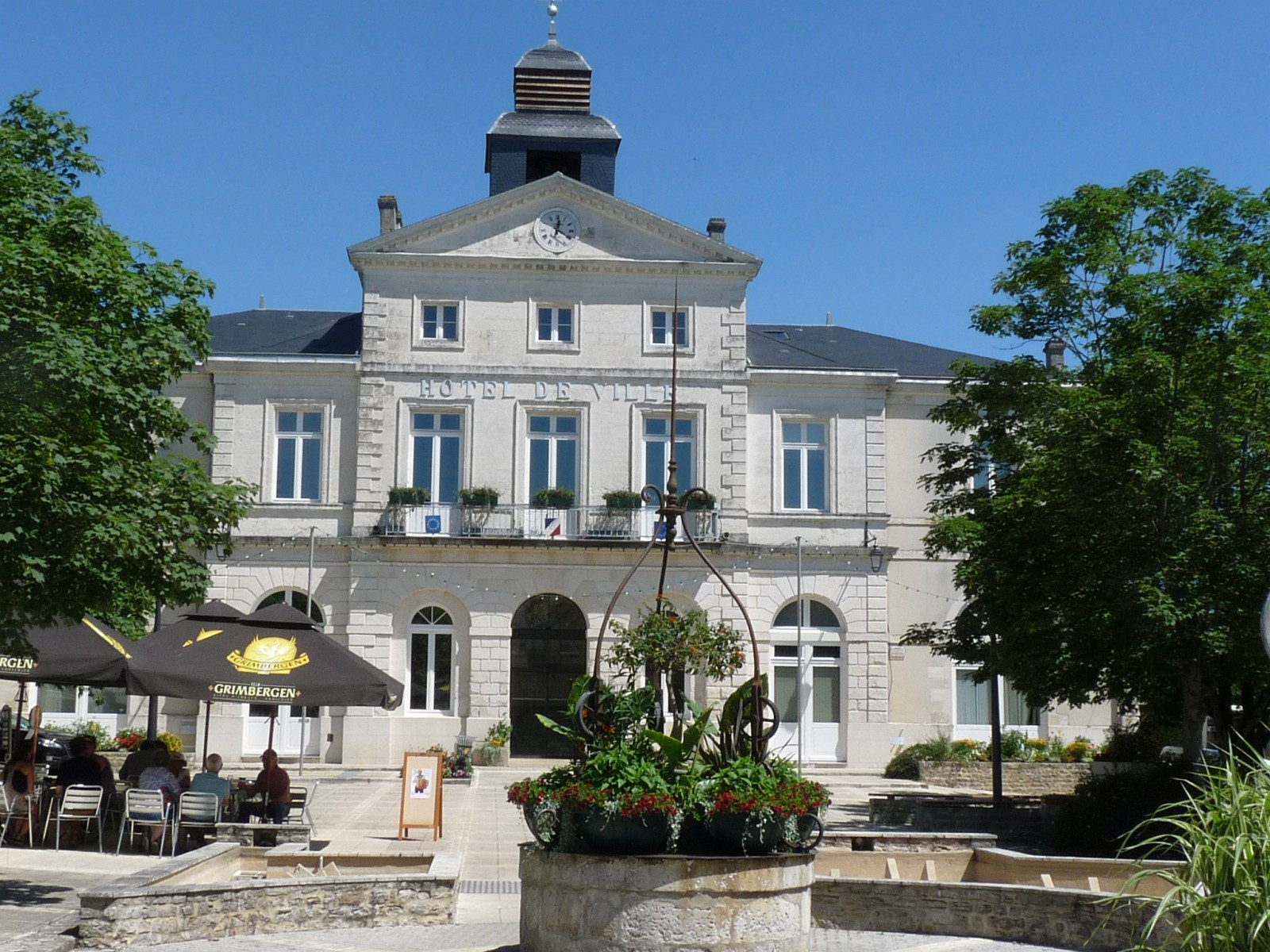
吕费克市政厅

吕费克的现任市长为蒂埃里·巴斯蒂埃先生（Thierry Bastier），他是一名无党派人士，在2020年的市政选举中获得了59.63%的支持率。
在2017年的法国总统大选中，法国第25任总统埃马纽埃尔·马克龙在吕费克获得了65.9%的支持率。

## 人口
2018年，吕费克市镇人口数量为3,377，在法国排名第3,271位。其中男性1,574人，女性1,803人，75岁及以上人口占16.8%，外籍人口数量为928人，人口密度为253人/平方公里，当地居民被称为（男性）或（女性）。2019年，吕费克境内出生24人，死亡人口75人。
| 年份   | 1946  | 1954  | 1962  | 1968  | 1975  | 1982  | 1990  | 1999  | 2006  | 2007  | 2008  | 2013  | 2018  |
| ------ | ----- | ----- | ----- | ----- | ----- | ----- | ----- | ----- | ----- | ----- | ----- | ----- | ----- |
| 人口數 | 3,874 | 3,724 | 4,009 | 4,157 | 4,241 | 4,193 | 3,893 | 3,630 | 3,614 | 3,594 | 3,575 | 3,489 | 3,377 |

## 经济
吕费克是一个区域性的中心城市。截止2021年12月，吕费克市镇范围内共有各类用人单位（包含自雇）621家，平均历史为19年，其中97.46%为中小型企业（PME）。（肉制品加工）、（阀门生产）及（奶酪生产）是当地2020年营业额最高的三个企业，分别为51,573,147欧元、33,899,065欧元和8,016,939欧元。

## 财政与居民收入
2019年，吕费克的财政收入总额为5,280,800欧元，财政支出总额为4,113,870欧元，当年的债务总额为2,470,910欧元。2021年，吕费克共获得676,967欧元的国家财政补助，比上一年减少了1.24%。
2019年，吕费克的人均月收入总额为1,773欧元，其中高级职员为3,421欧元，低于法国平均水平（4,230欧元）；中级职员为2,102欧元，低于法国平均水平（2,411欧元）；普通职员为1,528欧元，亦低于法国平均水平（1,740欧元）。
2018年，吕费克境内的青壮年（15至64岁）失业率为23.1%，当地35.6%的家庭拥有纳税资格，平均纳税1,684欧元，低于法国平均水平（3,910欧元）。

## 社会事务

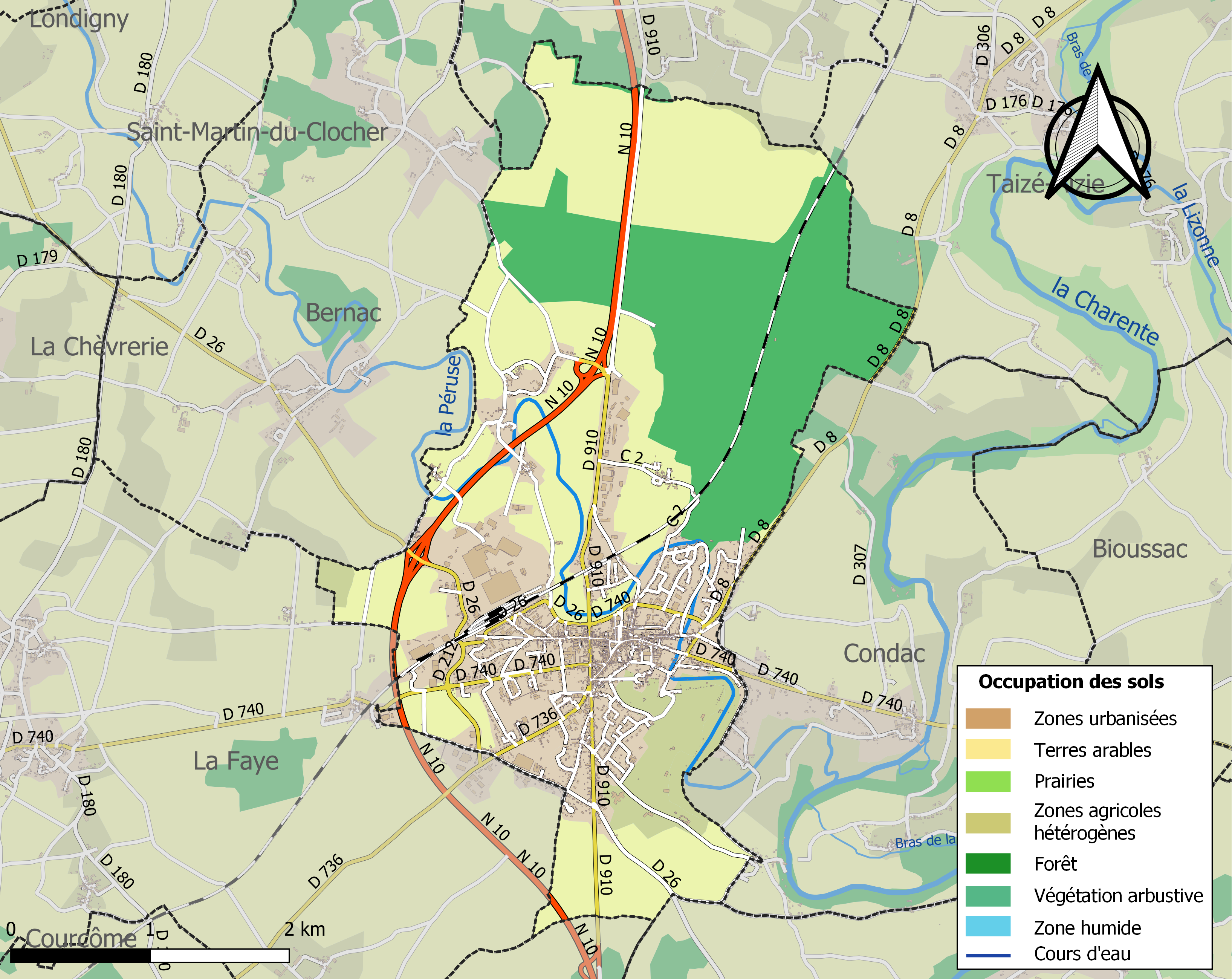
吕费克土地利用情况地图

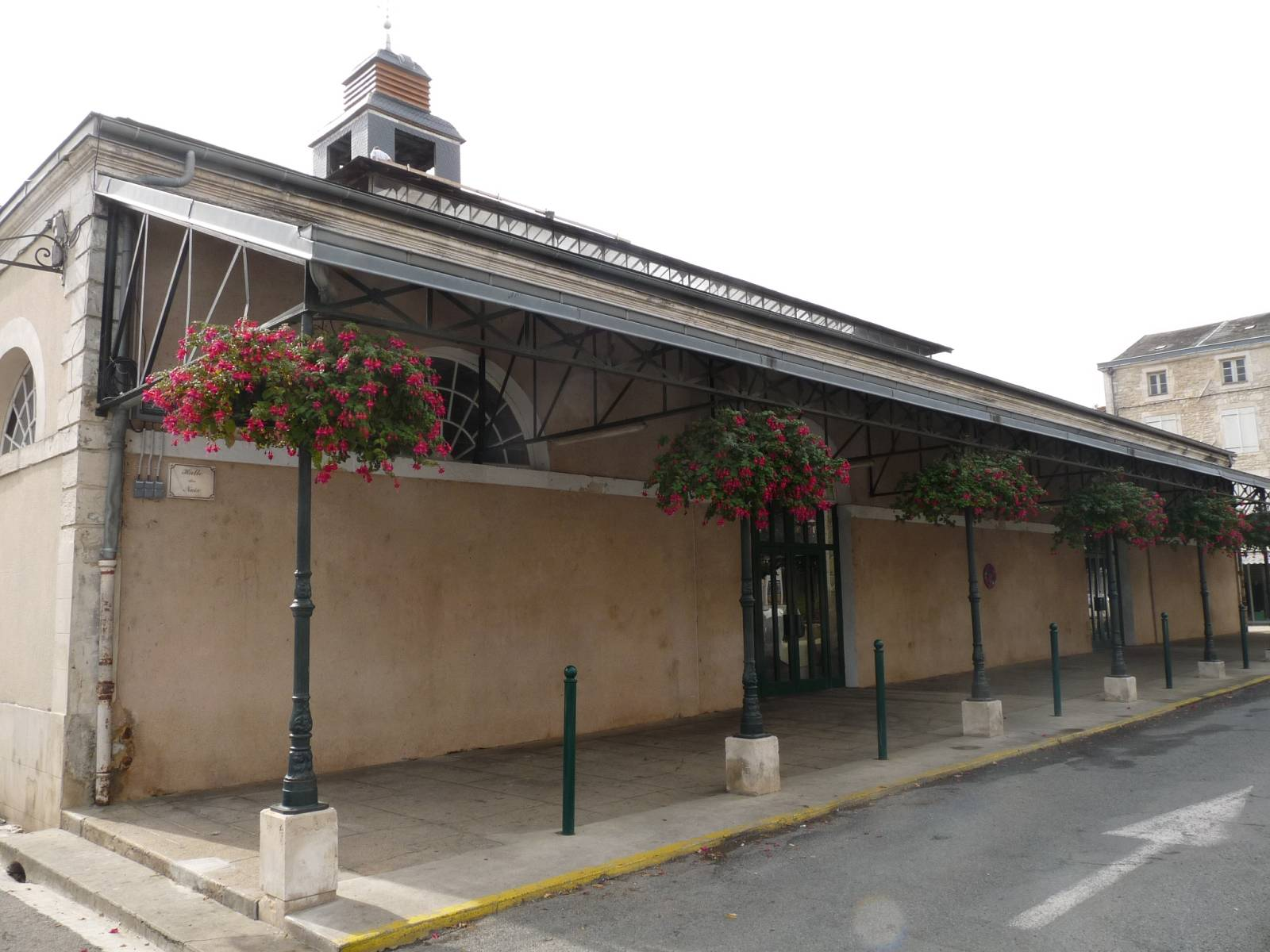
吕费克集市大堂

### 教育
吕费克属于普瓦捷学区。截止2020年1月1日，吕费克境内共有1所幼儿园、2所小学、2所初级中学、1所农业高中和1所职业高中。 2018至2019学年度，吕费克境内共有在校中等教育阶段学生489名。

### 医疗
截止2020年1月1日，吕费克境内共有全科医生5名、保健师1名、牙医3名、护士16名、耳科医生0名、眼科医生0名、皮肤科医生2名、助产士1名和妇科医生1名。境内共有药房3家、养老院3家、残疾人帮扶中心2家。
吕费克中心医院（Centre Hospitalier de Ruffec）是法国的一个区域性医疗机构，其主病区位于吕费克市区，设有床位127个，是当地规模最大的公立综合性医院。

### 住房
2018年，吕费克境内共有各类住房2,241套，其中71.7%为独立式居民区，27.2%为集中式居民区。常住房屋占吕费克市镇范围内居民建筑总量的75.9%。
在住房保障政策方面，2020年，吕费克境内共有630户家庭获得了住房经济补助，受益人数占总人口数量的18.7%，其中617份为房租补助。

### 商业
2019年，吕费克境内共有各类实体商铺151家，其中餐厅16家、大型超市6家、杂货店2家、面包房6家、肉铺4家、书店3家、装饰品店1家、银行门店8家、美容美发店10家、汽车维修店16家。市区东北部建有一家Intermarché超市，西南部则有E. Leclerc超市。

### 体育
2020年，吕费克境内共有1家游泳池、3间体育馆、1座综合体育场、6处网球场、1处足球或橄榄球场以及1处篮球或排球场。
截至2021年12月，吕费克竞技俱乐部（Stade Ruffécois）是当地唯一的注册足球队，2021至2022赛季参加新阿基坦大区足球联赛。

### 环境
吕费克的环境事务由其所属的公共社区负责。2019年，吕费克境内暂无污染企业。

### 治安
2019年，吕费克市镇范围内有1处宪兵队。
吕费克所在地是孔福朗宪兵总队的管辖范围。2020年，该宪兵总队辖区内共146个市镇累计发生各类案件2,281起，其中盗窃类案件1,044起，经济类案件447起，毒品交易类案件58起。

## 文化

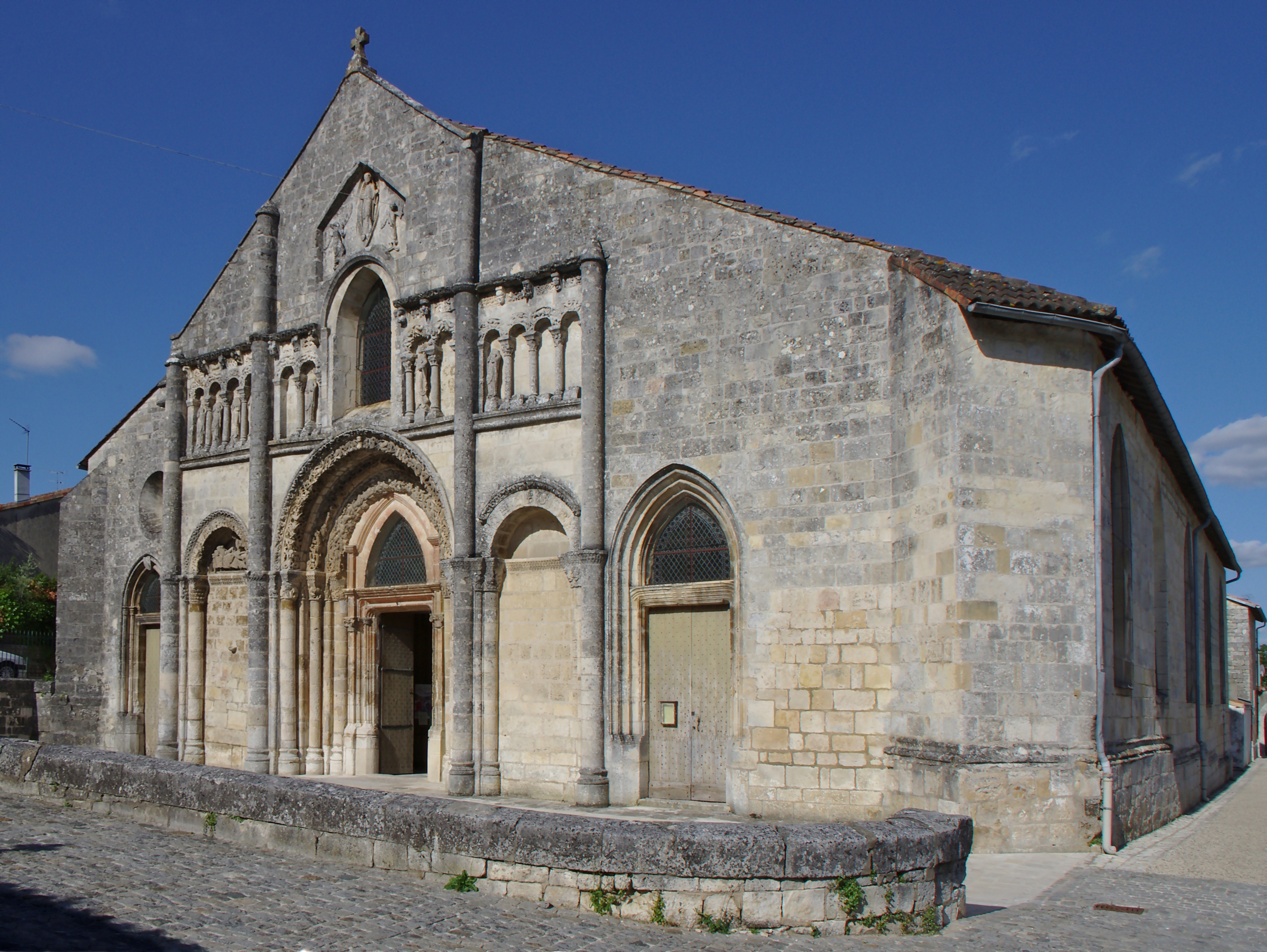
吕费克圣安德烈教堂

2020年，吕费克境内有1家电影院。吕费克市政府提供多媒体中心，向公众全年开放。

### 建筑
吕费克境内有多处历史建筑，其中圣安德烈教堂是法国国家文物保护单位。

### 旅游
吕费克的旅游事务由其所属的公共社区负责。2021年，吕费克境内共有1家酒店共计19间房间。

### 媒体
法国主要的媒体均可在吕费克接收，法国电视三台下属的新阿基坦大区频道在部分时段播出吕费克所属区域的地方新闻。

## 友好城市
截至2021年12月，吕费克共与两座城市互为友好城市关系：
- 德国 瓦尔德塞
- 匈牙利 帕斯托